# Yousaf Raza Gillani
Makhdoom Syed Yousaf Raza Gillani (tiếng Urdu: مخدوم سیّد یوسف رضا گیلانی) (sinh ngày 9 tháng 6 năm 1952) là thủ tướng đương nhiệm thứ 17 của Pakistan, ông cũng là Phó Chủ tịch của Đảng Nhân dân Pakistan (PPP). Ông từng là Chủ tịch Quốc hội trong giai đoạn 1993–1997 và cũng từng là Bộ trưởng Liên bang trong các thời kỳ (1985–1986, 1989–1990).
Ông được bầu làm thủ tướng cùng với sự hỗ trợ của PPP và các đảng liên minh là Liên đoàn Hồi giáo Pakistan (N), Đảng Quốc gia Awami, Jamiat Ulema-e-Islam (F) và Phong trào Muttahida Qaumi vào ngày 22 tháng 3 năm 2008. Ông chính thức nhậm chức vào ngày 25 tháng 3 năm 2008. Gilani là thủ tướng thông qua bầu cử đầu tiên của Pakistan xuất thân từ cộng đồng người Saraiki. Năm 2009, Gillani xếp thứ 38 trong danh sách những người quyền lực nhất thế giới của tạp chí Forbes.

## Tiểu sử và giáo dục
Gillani sinh ra tại Karachi vào ngày 9 tháng 6 năm 1952. Gia đình ông là một gia đình có ảnh hưởng chính trị đến từ Multan. Ông của Yousaf Raza Gillani đến từ tỉnh Paktia, Afghanistan. Gilani đã hoàn thành chương trình học tập trung học tại trường đại học nổi tiếng nhất Pakistan; Đại học Forman Christian College. Ông tiếp tục học tập tại Học viện Hành chính và đạt được bằng cử nhân và thạc sĩ văn chương ngành báo chí tại Đại học Punjab. Gillani đã kết hôn và có bốn người con trai, một con gái. Con trai cả của ông tên là Syed Makhdoom Abdul Qadir Gillani, ông đã bắt đầu sự nghiệp chính trị của mình tại Multan, và năm 2008 ông đã kết hôn với cháu gái của một lãnh đạo chính trị và tôn giáo tại tỉnh Sindh. Ba người con trai khác của ông là Ali Qasim Gillani, Ali Musa Gillani và Ali Haider Gillani.

## Sự nghiệp chính trị
Sự nghiệp chính trị của Gillani bắt đầu từ thời ký thiết quân luật dưới thời Tướng Zia-ul-Haq và năm 1978. Ông gia nhập Ủy ban Lao động Trung ương của Liên đoàn Hồi giáo Pakistan (PML). Ông cũng từng là thành viên nội các trong chính phủ keo dài 3 năm của Thủ tướng Muhammad Khan Junejo, và giữ vai trò Bộ trưởng Nhà ở và Việc làm từ tháng 4 năm 1985 đến tháng 1 năm 1986 và giữ vị tí Bộ trưởng Đường sắt từ tháng 1 năm 1986 đến tháng 12 năm 1986.
Sau một thời gian ngắn ngừng tham gia Liên đoàn Hồi giáo Pakistan, Gillani gia nhập Đảng Nhân dân Pakistan (PPP) vào năm 1988 vì những khác biệt với Nawaz Sharif. Trong chính quyền của Benazir Bhutto giai đoạn 1988-1990, ông từng giữ chức Bộ trưởng Du lịch từ tháng 3 năm 1989 đến tháng 1 năm 1990 và Bộ trưởng Nhà ở và Việc làm từ tháng 1 năm 1990 đến tháng 9 năm 1990. Sau đó, trong nhiệm kỳ tiếp theo của chính phủ Bhutto, ông trở thành Chủ tịch Quốc hội vào tháng 10 năm 1993, và giữa vị trí đó cho tới tháng 2 năm 1997.
Ông cũng từng là thành viên Quốc hội dân cử trong nhieuf thời kỳ khác nhau của đơn vị thành phố Multan. Trong cuộc tổng tuyển cử năm 2008, ông đã đánh bại lãnh đạo của Liên đoàn Hồi giáo Pakistan (Q) (PML-Q), Sikandar Hayat Bosan với một khoảng cách lớn.